# Monte Murin
Il monte Murin è una montagna delle Alpi Liguri alta 1.615 m s.l.m..

## Geologia

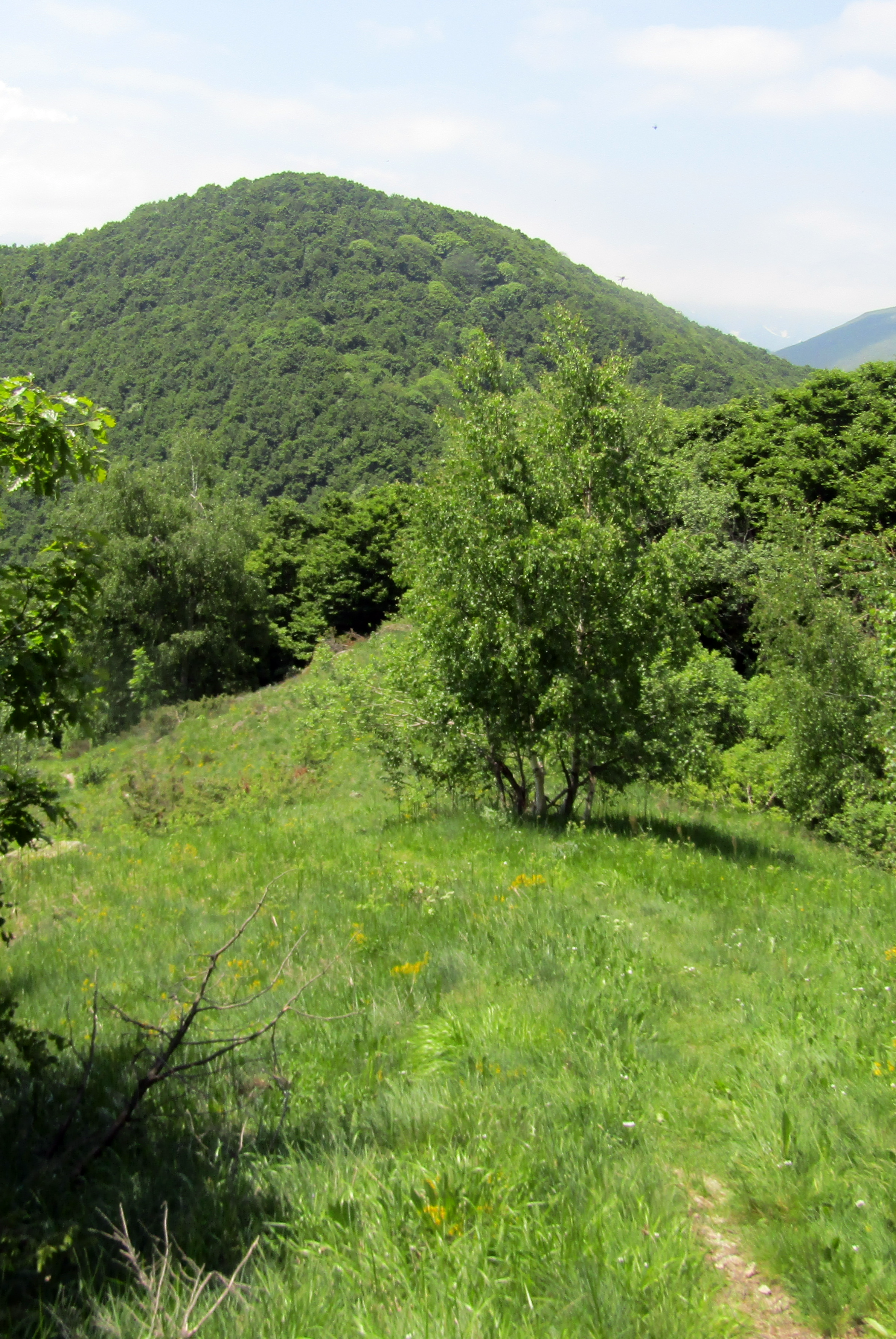
Vista dal crinale Almellina/Sottana

Il monte Murin è noto ai geologi per la presenza di flysch contenente dolomie saccaroidi. Dà il nome ad una serie stratigrafica che secondo alcuni studiosi fungerebbe da basamento del massiccio del Marguareis.

## Descrizione

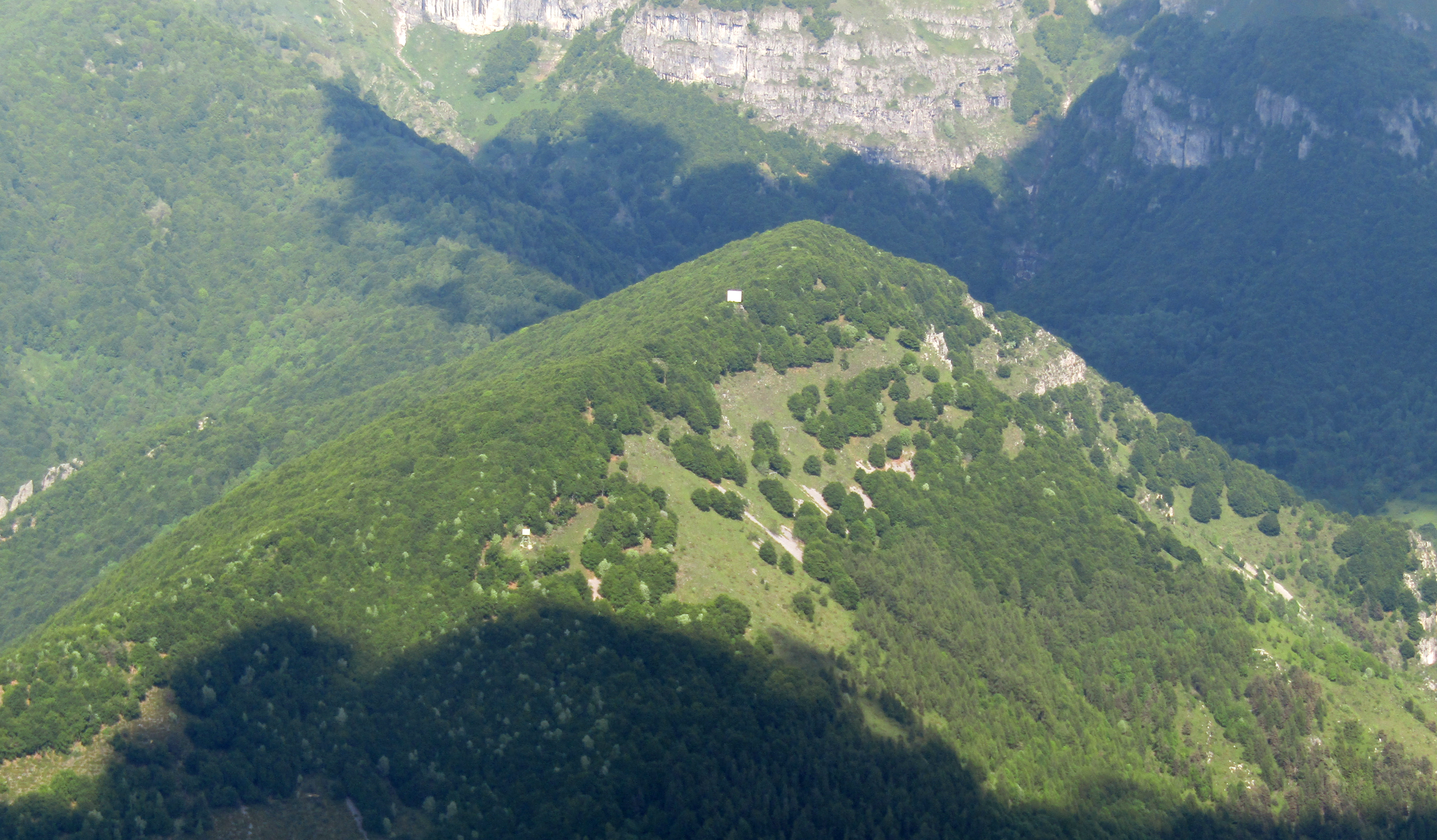
Vista dal Monte Vecchio, sul lato opposto della Val Vermenangna

La montagna si trova sullo spartiacque che, originandosi dalla Punta Mirauda, divide tra loro due valloni laterali della Valle Vermenagna, la Valle Almellina (a sud) e il Vallone Sottana. A nord-est lo spartiacque scende ai Colletto Almellina (1.481 m) per poi risalire verso la Mirauda. Verso sud-ovest dopo la cima del Monte Murin si incontra un dosso quotato 1.544 m (a volte nominato in cartografia come Monte Murin), dopo il quale il crinale si esaurisce nel solco vallivo principale. Il monte è in generale ammantato da fitti boschi di latifoglie, ma sul versante affacciato sulla Valle Almellina si trovano alcuni ripidi salti di roccia. La prominenza topografica del Monte Murin, considerando il suo punto culminante, è di 134 metri.

## Escursionismo

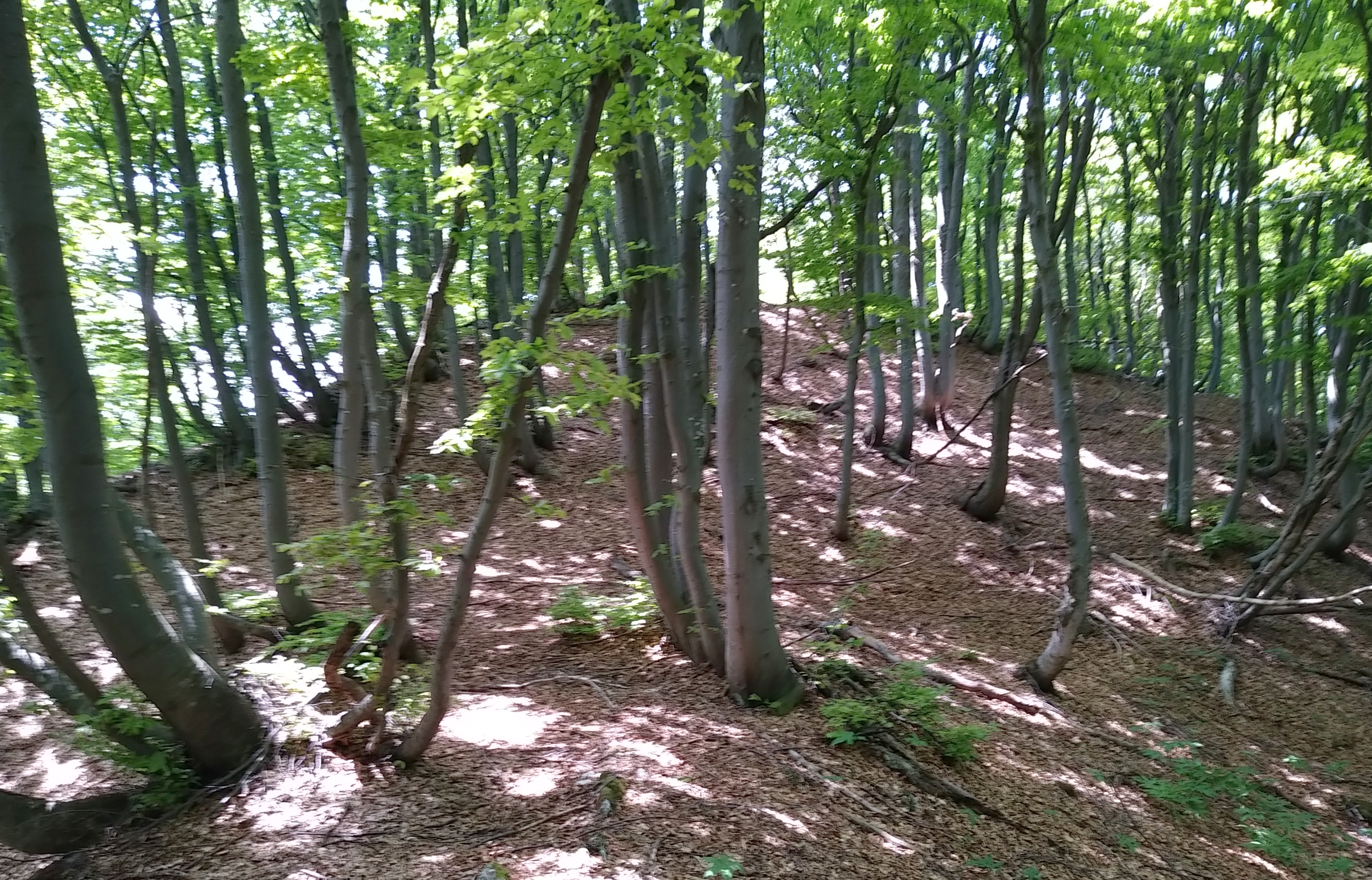
La faggeta sulla sommità del monte

La cima della montagna non è raggiunta da sentieri segnati ed è di accesso scomodo a causa della fitta vegetazione arborea. Attorno ad essa si sviluppa però un itinerario escursionistico, l'Anello del Monte Murin, che parte da Limone Piemonte e compie un periplo della montagna.